# Liste der Stolpersteine im Kölner Stadtteil Braunsfeld
Die Liste der Stolpersteine im Kölner Stadtteil Braunsfeld führt die vom Künstler Gunter Demnig verlegten Stolpersteine im Kölner Stadtteil Braunsfeld auf.
Die Liste der Stolpersteine beruht auf den Daten und Recherchen des NS-Dokumentationszentrums der Stadt Köln, zum Teil ergänzt um Informationen und Anmerkungen aus Wikipedia-Artikeln und externen Quellen. Ziel des Kunstprojektes ist es, biografische Details zu den Personen, die ihren (letzten) freiwillig gewählten Wohnsitz in Köln hatten, zu dokumentieren, um damit ihr Andenken zu bewahren.
Anmerkung: Vielfach ist es jedoch nicht mehr möglich, eine lückenlose Darstellung ihres Lebens und ihres Leidensweges nachzuvollziehen. Insbesondere die Umstände ihres Todes können vielfach nicht mehr recherchiert werden. Offizielle Todesfallanzeigen aus den Ghettos, Haft-, Krankenanstalten sowie den Konzentrationslagern können oft Angaben enthalten, die die wahren Umstände des Todes verschleiern, werden aber unter der Beachtung dieses Umstandes mitdokumentiert.
| Bild | Name sowie Details zur Inschrift | Adresse                                           | Zusätzliche Informationen |
| --- | --- | ------------------------------------------------- | --- |
| Stolperstein für Marianne Ahlfeld-Heymann (Voigtelstraße 9) | Hier wohnte Marianne Ahlfeld-Heymann (Jahrgang 1905) Flucht 1933 Frankreich Interniert Gurs Geflohen 1940 Versteckt gelebt Befreit                              | Voigtelstr. 9 (Standort)                          | Der am 19. März 2019 verlegte Stolperstein erinnert an Marianne Ahlfeld-Heymann, geboren am 7. Februar 1905 in Köln. Marianne Heymann wuchs in einem liberalen Elternhaus in Köln auf. Ihre Schulausbildung erhielt sie an der Kaiserin Augusta-Schule; zu ihren Schulfreundinnen zählten Elsbeth Pollitz und Irmgard Keun. 1922 begann sie eine Ausbildung an der Kölner Kunstgewerbeschule und wechselte 1923 an das Bauhaus in Weimar. Hier besuchte sie die Klasse für Bildhauerei und Bühnenkunst. 1925 kehrte Heymann nach Köln zurück und fertigte Figuren für einen Puppenspieler. 1926 bis 1928 machte sie ein Volontariat an der Kölner Oper und arbeitete anschließend als Assistentin an das Mannheimer Nationaltheater. Ab 1929 entwarf sie Kostüme für zahlreiche Inszenierungen in Köln und Mannheim. Nach der Machtübergabe an die Nationalsozialisten emigrierte sie mit Hilfe von Familienangehörigen im April 1933 über Ascona nach Paris. In Frankreich lernte sie den sozialdemokratischen Tischler Hermann Ahlfeld (1892–1983) kennen. 1937 nahm sie an der Pariser Weltausstellung teil und erhielt eine Auszeichnung. Marianne Ahlfeld-Heymann wurde im Mai 1940 für einige Monate im Camp de Gurs interniert. Freigelassen, überlebte das Ehepaar Ahlfeld die deutsche Besatzung versteckt in Südfrankreich. Im Januar 1949 wanderte das Ehepaar mit den drei Kindern mit der Alija nach Israel aus, wo sie im Moschaw Kfar Chaim eine Tischlerei aufbauten, die das Überleben sicherte. Am 26. Juni 2003 starb sie in Haifa. |
| Bild gesucht Die Wikipedia wünscht sich an dieser Stelle ein Bild vom hier behandelten Ort. Weitere Infos zum Motiv findest du vielleicht auf der Diskussionsseite . Falls du dabei helfen möchtest, erklärt die Anleitung , wie das geht. BW | Hier wohnte Dr. Alfred Alsberg (Jahrgang 1883) Deportiert 1941 Łódź / Litzmannstadt Ermordet 14.11.143                                                          | Am Morsdorfer Hof 35 (Standort)                   | Der Stolperstein erinnert an Dr. Alfred Alsberg, geboren 1883, Besitzer des Kaufhauses Alsberg. Die Verlegung erfolgte am 12. Juni 2025. |
| Bild gesucht Die Wikipedia wünscht sich an dieser Stelle ein Bild vom hier behandelten Ort. Weitere Infos zum Motiv findest du vielleicht auf der Diskussionsseite . Falls du dabei helfen möchtest, erklärt die Anleitung , wie das geht. BW | Hier wohnte Marthas Alsberg geb. Eichengrün (Jahrgang 1895) Deportiert 1941 Łódź / Litzmannstadt Chelmno / Kulmhof Ermordet 1944                                | Am Morsdorfer Hof 35 (Standort)                   | Der Stolperstein erinnert an Martha Alsberg, geboren 1895. Die Verlegung erfolgte am 12. Juni 2025. |
| Bild gesucht Die Wikipedia wünscht sich an dieser Stelle ein Bild vom hier behandelten Ort. Weitere Infos zum Motiv findest du vielleicht auf der Diskussionsseite . Falls du dabei helfen möchtest, erklärt die Anleitung , wie das geht. BW | Hier wohnte Fritz Richard Alsberg (Jahrgang 1920) Flucht 1939 England                                                                                           | Am Morsdorfer Hof 35 (Standort)                   | Der Stolperstein erinnert an Fritz Richard Alsberg, geboren 1905. Die Verlegung erfolgte am 12. Juni 2025. |
| Bild gesucht Die Wikipedia wünscht sich an dieser Stelle ein Bild vom hier behandelten Ort. Weitere Infos zum Motiv findest du vielleicht auf der Diskussionsseite . Falls du dabei helfen möchtest, erklärt die Anleitung , wie das geht. BW | Hier wohnte Heinz Alsberg (Jahrgang 1921) Flucht 1939 England Kanada                                                                                            | Am Morsdorfer Hof 35 (Standort)                   | Der Stolperstein erinnert an Heinz Alsberg, geboren 1921. Die Verlegung erfolgte am 12. Juni 2025. |
| Bild gesucht Die Wikipedia wünscht sich an dieser Stelle ein Bild vom hier behandelten Ort. Weitere Infos zum Motiv findest du vielleicht auf der Diskussionsseite . Falls du dabei helfen möchtest, erklärt die Anleitung , wie das geht. BW | Hier wohnte Eva Alsberg (Jahrgang 1924) Kindertransport 1939 Holland England                                                                                    | Am Morsdorfer Hof 35 (Standort)                   | Der Stolperstein erinnert an Eva Alsberg, geboren 1924. Die Verlegung erfolgte am 12. Juni 2025. |
| Stolperstein für Arnold Altberger (Aachener Straße 443) | Hier wohnte Arnold Altberger (Jahrgang 1905) Deportiert Ziel unbekannt Verschollen                                                                              | Aachener Str. 443 (Standort)                      | Der Stolperstein erinnert an Arnold Altberger, geboren 1905. Den Stolperstein für Arnold Alteberger stifteten Schülerinnen und Schüler des Georg-Büchner-Gymnasium (Köln). |
| Stolperstein für Amalie Banner (Aachener Straße 443) | Hier wohnte Amalie Banner (Jahrgang 1923) Deportiert 1938 Neu-Bentschen 1940 Warschau Ermordet 1941                                                             | Aachener Str. 443 (Standort)                      | Der Stolperstein erinnert an Amalie Malka Banner, geboren am 25. Februar 1923 in Köln. Amalie Banner, genannt „Malchen“, wurde in der Drachenfelsstraße geboren. Nach dem Tod der Mutter 1928 wuchs sie im Abraham-Frank-Haus, einem jüdischen Waisenhaus in der Aachener Straße 443 auf. „Malchen“ die eigentlich Tänzerin werden wollte, musste aufgrund einer Knochentumor-Erkrankung 1934 im israelitischen Asyl in Ehrenfeld von den Chirurgen Alfred Roseno und Trude Löwenstein ein Bein amputiert werden. Nach ihrer Rekonvaleszenz besuchte die Israelitische Volksschule Lützowstraße und begann 1938 eine Schneider- und Modistenlehre. Weil der Vater Simon Banner die polnische Staatsangehörigkeit besaß, wurde er mit seinen Töchtern Selma und Amalie gezwungen, Deutschland am 28. Oktober 1938 im Rahmen der sogenannten „Polenaktion“ zu verlassen. Über das „Behelfslager“ Neu-Bentschen konnte „Malchen“ zunächst zu einer Tante nach Posen ziehen und dort eine Ausbildung zur Modistin machen. Kurz vor dem Beginn des Zweiten Weltkrieges zog die Familie Banner nach Warschau, wo sie nach der Besetzung durch die Deutschen Truppen im Warschauer Ghetto isoliert wurden. Aus dieser Zeit sind mehrere Briefe von „Malchen“ Banner erhalten. Die letzte Nachricht von Amalie Banner stammt vom 28. November 1941. Danach gibt es kein Lebenszeichen mehr von ihr. Man geht davon aus, dass sie mit ihrer Familie im Ghetto verhungert ist. Den Stolperstein für Amalie Banner stifteten Schülerinnen und Schüler des Georg-Büchner-Gymnasium (Köln). |
| Stolperstein für Selma Banner (Aachener Straße 443) | Hier wohnte Selma Banner (Jahrgang 1924) Deportiert 1938 Neu-Bentschen 1940 Warschau Ermordet 1941                                                              | Aachener Str. 443 (Standort)                      | Der Stolperstein erinnert an Selma Banner, geboren am 6. April 1924 in Köln. Nach dem Tode der Mutter 1928 wuchs sie im Abraham-Frank-Haus, einem jüdischen Waisenhaus in der Aachener Straße 443 auf. Weil der Vater Simon Banner die polnische Staatsangehörigkeit besaß, wurde er mit seinen Töchtern Amalie und Selma gezwungen, Deutschland am 28. Oktober 1938 im Rahmen der sogenannten „Polenaktion“ zu verlassen. Über das „Behelfslager“ Neu-Bentschen wurde Selma Banner 1940 ins Warschauer Ghetto deportiert, dort starb sie 1941. Den Stolperstein für Selma Banner stifteten Schülerinnen und Schüler des Georg-Büchner-Gymnasium (Köln). |
| Stolperstein für Elise Barth (Wiethasestraße 37) | Hier wohnte Elise Barth (Jahrgang 1874) Flucht 1939 Belgien Verhaftet 1942 Interniert Deportiert 1942 Ermordet in KZ Auschwitz                                  | Wiethasestr. 37 (Standort)                        | Der Stolperstein erinnert an Elise/Elisa Barth (geb. Meyer), geboren am 19. Dezember 1874 in Beurig. Elise Barth wurde 1942 in das Vernichtungslager Auschwitz deportiert und dort ermordet. |
| Stolperstein für Albert Bendix (Hültzstraße 24) | Hier wohnte Albert Bendix (Jahrgang 1879) Flucht 1939 Holland Flucht in den Tod 15. April 1940 Zandvoort                                                        | Hültzstr. 24 (Standort)                           | Der am 26. September 2019 verlegte Stolperstein erinnert an Albert Bendix, geboren am 12. August 1879 in Dülmen. Albert Bendix war Direktor des Barmer Bankvereins Hinsberger, Fischer & Comp. sowie der Geschäftsinhaber der Barmer Bankvereins Hinsberger, Fischer & Comp. KG a. A., Köln sowie Litauischer Konsul für Westfalen, die Rheinprovienz und den oldenburgischen Landesteil Birkenfeld. Der einflussreiche Bankier war Aufsichtsratsmitglied mehrerer Industrieunternehmen. Von 1933 bis zu seiner Vertreibung nach Holland 1939 war Bendix Vorstand der jüdischen Gemeinde in Köln. Am Tag nach der deutschen Besetzung der Niederlande, am 15. Mai 1940, sah Albert Bendix keinen Ausweg mehr und es blieb ihm in Zandvoort nur die Flucht in den Tod. Der fälschlicherweise vor dem Haus Hültzstraße 7 verlegte Stolperstein für Albert Bendix wurde am 26. September 2019 erneuert und zusammen mit den Stolpersteinen für Bertha und Hans Josef Bendix und Henriette Stern vor dem Wohnhaus der Familie in der Hültzstraße 24 verlegt. |
| Stolperstein für Bertha Bendix (Hültzstraße 24) | Hier wohnte Bertha Bendix, geb. Löwenberg (Jahrgang 1878) Flucht 1939 Holland Flucht in den Tod 15. April 1940 Zandvoort                                        | Hültzstr. 24 (Standort)                           | Der am 26. September 2019 verlegte Stolperstein erinnert an Bertha Bendix (geb. Löwenberg), geboren am 25. Dezember 1878 in Hörde. Bertha Löwenberg wurde als jüngste Tochter von Jacob und Jeanette Löwenberg in Hörde geboren. Sie heiratete den Bankdirektor Albert Bendix. Das Ehepaar hatte einen Sohn (Hans Josef, geb.1909). 1939 flüchtete die Familie in die Niederlande. Gemeinsam mit Berthas älterer Schwester Henriette Stern wohnten sie in Zandvoort in der Brederodestraat 98. Am Tag nach der deutschen Besetzung der Niederlande, am 15. Mai 1940, sah die Familie Bendix keinen Ausweg mehr und es blieb ihnen nur die Flucht in den Tod. Bertha Bendix wurde auf dem Jüdischen Friedhof in Haarlem begraben. |
| Stolperstein für Hans Josef Bendix (Hültzstraße 24) | Hier wohnte Hans Josef Bendix (Jahrgang 1909) Flucht 1939 Holland Flucht in den Tod 15. April 1940 Zandvoort                                                    | Hültzstr. 24 (Standort)                           | Der am 26. September 2019 verlegte Stolperstein erinnert an Hans Josef Bendix, geboren am 22. Juli 1909 in Bonn. Hans Josef Bendix wurde 1909 als Sohn von Albert und Bertha Bendix in Bonn geboren. Gemeinsam mit seinen Eltern flüchtete er 1938 in die Niederlande. Die Familie lebte in der Brederodestraat 98 in Zandvoort. Am Tag nach der deutschen Besetzung der Niederlande, am 15. Mai 1940, sah die Familie Bendix keinen Ausweg mehr und es blieb ihnen nur die Flucht in den Tod. Hans Josef Bendix wurde neben seinen Eltern auf dem Jüdischen Friedhof in Haarlem begraben. |
| Stolperstein für Annie Benjamin (Pauliplatz 13) | Hier wohnte Annie Benjamin, geb. Graumann (Jahrgang 1903) Deportiert Auschwitz Für tot erklärt                                                                  | Pauliplatz 13 (Standort)                          | Der Stolperstein erinnert an Annie Benjamin (geb. Graumann), geboren am 23. August 1903 in Köln. Annie Benjamin konnte zunächst nach Frankreich emigrieren, wurde später im Sammellager Drancy inhaftiert und am 14. August 1942 ins Vernichtungslager Auschwitz deportiert. Den Stolperstein für Annie Benjamin stifteten Schülerinnen und Schüler des Georg-Büchner-Gymnasium (Köln). |
| Stolperstein für Siegfried Benjamin (Pauliplatz 13) | Hier wohnte Siegfried Benjamin (Jahrgang 1893) Deportiert Auschwitz Für tot erklärt                                                                             | Pauliplatz 13 (Standort)                          | Der Stolperstein erinnert an Siegfried Benjamin, geboren am 7. Januar 1893 in Köln. Siegfried Benjamin konnte zunächst nach Frankreich emigrieren, wurde später im Sammellager Drancy inhaftiert und am 14. August 1942 ins Vernichtungslager Auschwitz deportiert. Den Stolperstein für Siegfried Benjamin stifteten Schülerinnen und Schüler des Georg-Büchner-Gymnasium (Köln). |
| der Stolperstein für Elsie Berg | Hier wohnte Elsie Berg (Jahrgang 1923) Flucht Holland interniert Westerbork deportiert 1943 Auschwitz ermordet 25.1.1943                                        | Pauliplatz 3A (Standort)                          | |
| der Stolperstein für Friederike Berg | Hier wohnte Friederike Berg, (geb. Hanf) (Jahrgang 1895) Flucht Holland deportiert 1944 Bergen-Belsen der verlorene Zug befreit 23.4.1945 Tröbitz tot 30.4.1945 | Pauliplatz 3A (Standort)                          | |
| der Stolperstein für Hans Berg | Hier wohnte Hans Berg (Jahrgang 1919) gedemütigt/entrechtet Flucht in den Tod 26.8.1937                                                                         | Pauliplatz 3A (Standort)                          | |
| der Stolperstein für Lilli Berg | Hier wohnte Lilli Berg (Jahrgang 1918) Flucht Holland deportiert 1944 Bergen-Belsen der verlorene Zug befreit 23.4.1945 Tröbitz                                 | Pauliplatz 3A (Standort)                          | |
| der Stolperstein für Ellen Callmann | Hier wohnte Ellen Callmann (Jahrgang 1926) Flucht 1936 USA | Friedrich-Schmidt-Straße 54a (Standort)           | |
| der Stolperstein für Maria Callmann | Hier wohnte Maria Callmann (Jahrgang 1893) geb. Hess Flucht 1936 USA                                                                                            | Friedrich-Schmidt-Straße 54a (Standort)           | |
| der Stolperstein für Dr. Rudolf Callmann | Hier wohnte Dr. Rudolf Callmann (Jahrgang 1892) Flucht 1936 USA                                                                                                 | Friedrich-Schmidt-Straße 54a (Standort)           | |
| Stolperstein für Ernst Ludwig Eliel (Voigtelstraße 22) | Hier wohnte Ernst Ludwig Eliel (Jahrgang 1921) Flucht 1938 Schottland 1940 Kanada 1941 Kuba                                                                     | Voigtelstr. 22 (Standort)                         | Der am 25. September 2019 verlegte Stolperstein erinnert an Ernst Ludwig Eliel, geboren am 28. Dezember 1921 in Köln. Ernst Ludwig Eliel als jüngster Sohn von Luise und Oskar Eliel in Köln geboren. Aufgrund seiner jüdischen Religionszugehörigkeit musste Ernst Ludwig Eliel 1938 das nationalsozialistische Deutschland verlassen. Er ermigrierte nach Schottland und begann mit dem Chemie-Studium. Nach Ausbruch des Krieges wurde er als Enemy Alien interniert und 1940 nach Kanada verschickt, wo er sein Chemie-Studium fortsetzte. Ein Jahr später ging er nach Havanna, wo er bis 1946 an der Universität Havanna studierte. Anschließend ging er in die Vereinigten Staaten, wo er 1948 in Organischer Chemie seine Promotion ablegte. Eliel wurde ein erfolgreicher Chemiker und Hochschulprofessor an der University of Notre Dame und der University of North Carolina. Er forschte auf dem Gebiet der Stereochemie und führte 1971 den Begriff der Topomerisierung mit ein. Ernest Eliel erhielt zahlreiche Preise und Ehrungen und war 1992 Präsident der American Chemical Society. Ernest L. Eliel war mit Eva Schwarz verheiratet und Vater zweier Töchter. Er starb am 18. September 2008 in Chapel Hill. Den Stolperstein stiftete der Deutsche Alpenverein, Sektion Rheinland-Köln. |
| Stolperstein für Luise Eliel (Voigtelstraße 22) | Hier wohnte Luise Eliel, geb. Tietz (Jahrgang 1887) Flucht 1938 Palästina 1939 England                                                                          | Voigtelstr. 22 (Standort)                         | Der am 25. September 2019 verlegte Stolperstein erinnert an Luise Eliel (geb. Tietz), geboren am 14. Juli 1887 in Stralsund. Luise Tietz wurde als drittes von fünf Kindern des jüdischen Kaufmanns Leonhard Tietz und seiner Frau Flora in Stralsund geboren. Luise Tietz heiratete den Kölner Juristen Oskar Eliel, mit dem sie drei Söhne Heinz Edgar (geb.1908), Erwin Julius (geb. 1911) und Ernst Ludwig (geb. 1921) hatte. Luise Eliel war aktives Mitglied im Jüdischen Frauenverein in Köln. Seit 1935 lebte Luise Eliel mit ihrer Familie in der Voigtelstraße 22. Nach der mit der Machtergreifung der Nationalsozialisten verbundenen zunehmenden Ausgrenzung der jüdischen Mitbürger sah sich die Familie Eliel im Oktober 1939 gezwungen, nach Palästina zu flüchten. Kurz danach kehrten sie nach Europa zurück; ihr Mann starb im Oktober 1939 in Amsterdam. Kurz nach seinem Tod flüchtete sie nach Großbritannien. Im Jahr 1945 ging Luise Eliel erneut für zwei Jahre nach Palästina. 1947 kehrte sie nach Großbritannien zurück und zog kurz vor ihrem Tod am 2. März 1948 nach New York. Den Stolperstein stiftete der Deutsche Alpenverein, Sektion Rheinland-Köln. |
| Stolperstein für Oskar Eliel (Voigtelstraße 22) | Hier wohnte Dr. Oskar Eliel, (Jahrgang 1878) Berufsverbot 1938 Flucht 1938 Palästina Holland Tot 30. Oktober 1939 Amsterdam                                     | Voigtelstr. 22 (Standort)                         | Der am 25. September 2019 verlegte Stolperstein erinnert an Dr. Oskar Eliel, geboren am 18. Mai 1878 in Köln. Oskar Eliel wurde als ältester Sohn des Kaufmanns Louis Eliel und seiner Frau Berta, geb. Salomon in Köln geboren. Sein Vater übernahm das Kurz- und Modewarengeschäft S. J. Salomon seines Schwiegervaters. Oskar Eliel hatte zwei Brüder, Richard (geb. 1880) und Erich (geb. 1888). Nach seiner Schulausbildung begann er ein Jura-Studium an der Universität zu Köln. Sein Referendarsexamen bestand er in Köln im Jahr 1899. Er promovierte am 3. Dezember 1901 in Heidelberg. Am 10. August 1904 wurde er beim Landgericht Köln als Rechtsanwalt zugelassen; am 16. März 1908 erfolgte die Zulassung beim Oberlandesgericht. Verheiratet war Eliel mit Luise Tietz, einer Tochter von Leonhard und Flora Tietz. Das Paar hatte drei Söhne: Heinz Edgar (geb.1908), Erwin Julius (geb. 1911) und Ernst Ludwig (geb. 1921). Oskar Eliel war Rechtsberater und Aufsichtsratsvorsitzender der Leonard Tietz AG sowie Aufsichtsratsmitglied der Kölner Versicherungsgesellschaft Patria. Oskar Eliel war Verbandsabgeordneter des Preußischen Landesverbandes der jüdischen Gemeinden (PLV) sowie aktives Mitglied der Kölner Synagogengemeinde. Nach der Machtergreifung der Nationalsozialisten wurde ihm zunächst die Zulassung als Rechtsanwalt nicht aberkannt, weil er schon vor 1914 als Rechtsanwalt tätig war. Seine Zulassung wurde ihm jedoch am 28. September 1938 entzogen. Einen Monat später, am 31. Oktober 1938 floh er mit seiner Frau und seinen Söhnen zunächst nach Palästina und anschließend in die Niederlande. Am 30. Oktober 1939 starb er in Amsterdam. Auf dem jüdischen Friedhof in Köln-Bocklemünd erinnert eine Inschrift auf der Grabmal der Familie an Oskar Eliel. Den Stolperstein stiftete der Deutsche Alpenverein, Sektion Rheinland-Köln, dessen Mitglied Oskar Eliel seit 1903 war. |
| Bild gesucht Die Wikipedia wünscht sich an dieser Stelle ein Bild vom hier behandelten Ort. Weitere Infos zum Motiv findest du vielleicht auf der Diskussionsseite . Falls du dabei helfen möchtest, erklärt die Anleitung , wie das geht. BW | Hier wohnte Else Geismar, verh. Pripis (Jahrgang 1923) Deportiert 1942 Theresienstadt Befreit                                                                   | Aachener Str. 443 (Standort)                      | Der Stolperstein erinnert an Else Geismar, geboren am 10. März 1923 in Gießen. Ihre Eltern Max und Hedwig Geismar waren aus Breisach und Emmendingen nach Weilburg/Lahn gezogen und führten dort ein Schuhgeschäft. Als 1932 die antijüdische Stimmung zunahm, zogen Hedwig, Else und ihr jüngerer Bruder Alfred in die Heimatstadt der Mutter nach Emmendingen. Nach ihrem Abschluss an der Freiburger Lessingschule 1937 machte sie eine Lehre als Näherin in einer jüdischen Firma. Als diese Firma 1938 schließen musste, zog sie nach Köln und arbeitete in einem jüdischen Kinderheim, später in einem jüdischen Haushalt, bis sie Ende 1939/Anfang 1940 zur Zwangsarbeit in einer Fabrik in Köln-Deutz verpflichtet wurde. Im August 1942 sollte sie nach Minsk deportiert werden, wegen einer Erkrankung an Scharlach wurde sie von der Deportation zurückgestellt. Im Haus eines Rabbiners wurde sie in Köln gesund gepflegt. Nach ihrer Genesung, wurde Else Geismar im September 1942 nach Theresienstadt deportiert. Ihre dortige Tätigkeit in der Frauenschneiderei rettete ihr das Leben. Nach der Befreiung des Lagers im Mai 1945, kam sie in das Lager für „displaced persons“ in Deggendorf, wo sie ihren späteren Mann Nafdali Pripis (gest. 2017) kennenlernte. Nach der Befreiung lebte sie bis zu ihrer Ausreise nach Israel im August 1947 in der Schweiz. Ihre Eltern und ihren Bruder Alfred wurden ermordet, sie überlebte als einzige ihrer Familie den Holocaust. 2023 feierte sie ihren 100. Geburtstag in Jerusalem. Die Verlegung des Stolpersteins erfolgte am 12. Juni 2025. |
| Stolperstein für Johanna Gidion (Maarweg 27) | Hier wohnte Johanna Gidion, geb. Gostl Flucht 1933 Palästina | Maarweg 27 (Standort)                             | Der am 18. April 2018 verlegte Stolperstein erinnert an Johanna Gidion, geborene Gostl. Die Stolpersteine für Robert R. Gidion und seine Familie wurden gestiftet von der Sektion Rheinland-Köln des Deutschen Alpenvereins. |
| Stolperstein für Dr. Robert R. Gidion (Maarweg 27) | Hier wohnte Dr. Robert R. Gidion, (Jahrgang 1891) Berufsverbot 1933 Flucht 1933 Palästina                                                                       | Maarweg 27 (Standort)                             | Der am 18. April 2018 verlegte Stolperstein erinnert an Dr. Robert Rafael Gidion, geboren am 6. Mai 1891 in Köln. Robert Rafael Gidion war der Sohn eines jüdischen Kaufmanns und studierte Rechtswissenschaften an der Universität zu Köln. Sein Referendarexamen bestand er am 18. Juni 1912 und promovierte am 22. September 1912 in Heidelberg mit einer Dissertation zum Thema „Die Durchführung der Zwangsvollstreckung beim sog. Möbelleihvertrag“. Zum Wehrdienst wurde er 1913 als ungedienter beim Landsturm einberufen. Zum Kriegsdienst wurde er 1915 als Landsturmmann eingezogen aber nach 14 Tagen wieder entlassen. Im November desselben Jahres wurde er erneut für zwei Monate zum Heeresdienst einberufen. Das große Staatsexamen bestand er im Dezember 1916 und wurde als Gerichtsassessor zur unentgeltlichen Beschäftigung ernannt. In der Folge wurde er erneut zum Kriegsdienst einberufen und diente bis zum Ende des Krieges. Als Rechtsanwalt wurde Robert Rafael Gidion am 31. Dezember 1918 am Amts- und Landgericht Köln zugelassen. 1923 musste er sich einem Ehrengerichtsverfahren am Ehrengericht der Anwaltskammer stellen „weil er einem Untersuchungshäftling Zigaretten gegen haben soll“, er erhielt daraufhin einen Verweis. Am 28. März 1933 wurde Robert Rafael Gidion von SA-Leuten aus einem städtischen Stadionsportkursus entfernt mit der Begründung „dass Juden die Stadion-Anlagen nicht mehr betreten und benutzen dürften“. Ein diesbezüglicher Beschwerdebrief von ihm an den Oberbürgermeister blieb unbeantwortet. Am 5. Mai 1933 erhielt Gidion Vertretungsverbot und konnte seinen Beruf nicht weiter ausüben. Robert Rafael wanderte daraufhin nach Palästina aus. Seine Anwaltszulassung wurde ihm am 26. Juni 1933 mit der Begründung „weil er nicht arischer Abstammung ist“ entzogen. Am 31. März 1937 bat Gidion aus Tel Aviv beim Oberlandesgerichtspräsidenten um Ausstellung einer Bescheinigung über seine ausgeübte Tätigkeit als Referendar und Rechtsanwalt in Köln um seine „Zulassung zur palaestinensischen Anwaltschaft“ zu erreichen. Diese Bescheinigung wurde ihm zugestellt und er erhielt die Zulassung als Rechtsanwalt in Palästina. Robert Rafael Gidion starb 1966 in Israel. Die Stolpersteine für Robert R. Gidion und seine Familie wurden gestiftet von der Sektion Rheinland-Köln des Deutschen Alpenvereins. Robert Rafael Gidion war seit 1913 Mitglied des Kölner Alpenvereins, unter anderem Darlehensgeber für den Bau des Kölner Hauses oberhalb von Serfaus in Tirol. |
| Stolperstein für Wolf Michael Gidion (Maarweg 27) | Hier wohnte Wolf Michael Gidion, (Jahrgang 1920) Flucht 1933 Palästina                                                                                          | Maarweg 27 (Standort)                             | Der am 18. April 2018 verlegte Stolperstein erinnert an Wolf Michael Gidion, geboren 1920. Die Stolpersteine für Robert R. Gidion und seine Familie wurden gestiftet von der Sektion Rheinland-Köln des Deutschen Alpenvereins. |
| der Stolperstein für Ludwig Hanf | Hier wohnte Ludwig Hanf (Jahrgang 1863) Flucht 1938 Holland interniert Westerbork deportiert 1944 Bergen-Belsen ermordet 21.1.1945                              | Pauliplatz 3A (Standort)                          | |
| der Stolperstein für Sara Sofia Hanf | Hier wohnte Sara Sofia Hanf, geb. Spanjaard (Jahrgang 1874) Flucht 1938 Holland interniert Westerbork ermordet 30.3.1943                                        | Pauliplatz 3A (Standort)                          | Sara Sofia Hanf, geborene Spanjaard, kam am 8. Mai 1874 im niederländischen Borne zur Welt. Sie war verheiratet mit dem Wittener Banker Ludwig Hanf, Mitbesitzer des Bankhauses S. Hanf. Das Ehepaar hatte zwei Töchter, die 1895 geborene Friederike und die neun Jahre jüngere Dina Henriette. Friederike war mit dem Kölner Brauereibesitzer Eduard Berg verheiratet und hatte drei Kinder. 1933 zogen Ludwig und Sara Sofia Hanf gemeinsam mit ihrer ältesten Tochter und den drei Enkelkindern in ein Haus am Pauliplatz 3a. Ludwig und Sara Sofia Hanf emigrierten im August 1938 in die Niederlande und ließ sich in Apeldoorn nieder. Friederike Berg und ihre Töchter Elsie und Lilli verließen Deutschland ein halbes Jahr später und zogen nach Amsterdam. 1943 wurde das Ehepaar Hanf festgenommen und in das niederländische Sammellager Westerbork verschleppt, wo Sara Sofia Hanf am 30. März 1943 ermordet wurde. Ludwig Hanf wurde am 11. Januar 1944 von Westerbork in das Konzentrationslager Bergen-Belsen deportiert und dort zehn Tage später ermordet. |
| Stolperstein Karl Heublein (Herzogenrather Straße 12) | Hier wohnte Karl Heublein (Jahrgang unbekannt) Hingerichtet am 18. Januar 1945                                                                                  | Herzogenrather Str. 12 (Standort)                 | Der Stolperstein erinnert an Karl Heublein. Karl Heublein gehörte gemeinsam mit seiner Frau Martha zu einer deutsch-französischen Gruppe aus Freunden und Bekannten die „Feindsender“ gehört haben, im Luftschutzkeller „kritische Bemerkungen“ gemacht haben und geflohene Zwangsarbeiter versteckt haben. Ins Visier der Gestapo geraten wurden acht Menschen aus der Gruppe am 5. November 1944 verhaftet. Bei der Verhaftung wurden einige Wurfzettel gefunden, die Martha Heublein angefertigt hatte, in denen sie zur Beendigung des Krieges aufriefen. Am 16. Januar 1945 wurde das Ehepaar und Jean Pierre May vom Kölner Senat des Volksgerichtshofes zum Tode verurteilt. Durch ein Kommando der Kölner Schutzpolizei wurde das Urteil am 18. Januar 1945 in Siegburg vollstreckt. |
| Stolperstein für Martha Heublein (Herzogenrather Straße 12) | Hier wohnte Martha Heublein (Jahrgang unbekannt) Hingerichtet am 18. Januar 1945                                                                                | Herzogenrather Str. 12 (Standort)                 | Der Stolperstein erinnert an Martha Heublein geboren am 18. Februar 1898 in Mülhausen, Elsass. Martha Heublein, im Elsass geboren und in Frankreich aufgewachsen, war eine französische Opernsängerin, Übersetzerin und wurde in Köln zu einer aktiven Widerstandskämpferin. Gemeinsam mit ihrem Mann Karl Heublein gehörte sie zu einer deutsch-französischen Gruppe aus Freunden und Bekannten die „Feindsender“ gehört haben, im Luftschutzkeller „kritische Bemerkungen“ gemacht haben und geflohene Zwangsarbeiter versteckt haben. Ins Visier der Gestapo geraten wurden acht Menschen aus der Gruppe am 5. November 1944 verhaftet. Bei der Verhaftung wurden einige Wurfzettel gefunden, die Martha Heublein angefertigt hatte, in denen sie zur Beendigung des Krieges aufriefen. Am 16. Januar 1945 wurde sie, ihr Mann Karl und Jean Pierre May vom Kölner Senat des Volksgerichtshofes zum Tode verurteilt. Durch ein Kommando der Kölner Schutzpolizei wurde das Urteil am 18. Januar 1945 in Siegburg vollstreckt. In Köln-Brück wurde die Martha-Heublein-Straße nach ihr benannt. |
| Stolperstein für Elisabeth Heymann (Voigtelstraße 9) | Hier wohnte Elisabeth Heymann, geb. Elias (Jahrgang 1879) Flucht 1938 Belgien Versteckt gelebt Befreit                                                          | Voigtelstr. 9 (Standort)                          | Der am 19. März 2019 verlegte Stolperstein erinnert an Elisabeth Heymann (geb. Elias), geboren 1879. Elisabeth Elias war mit dem Kölner Kaufmann Hermann Heymann verheiratet, der Teilhaber der Firma Betzinger & Partner und der Apostellbau GmbH war. 1931 starb Hermann Heymann. Nach der Machtübergabe an die Nationalsozialisten blieb Elisabeth Heymann zunächst in Köln wohnen und konnte sich mit Hilfe ihrer katholischen Hausangestellten vor den Repressionen der Nationalsozialisten schützen. 1938 emigrierte sie zu ihrem Bruder nach Brüssel. Sie überlebte den Zweiten Weltkrieg versteckt und kehrte nach dem Krieg nach Deutschland zurück, wo sie 1954 starb. |
| Stolperstein für Erika Ichenhäuser (Aachener Straße 412) | Hier wohnte Erika Ichenhäuser (Jahrgang 1929) Flucht 1938 England 1939 USA                                                                                      | Aachener Str. 412 (Standort)                      | Der am 6. Oktober 2020 verlegte Stolperstein erinnert an Erika Ichenhäuser, geboren 1929. |
| Stolperstein für Gertrud Ichenhäuser (Aachener Straße 412) | Hier wohnte Gertrud Ichenhäuser, geb. Moses (Jahrgang 1901) Flucht 1938 England 1939 USA                                                                        | Aachener Str. 412 (Standort)                      | Der am 6. Oktober 2020 verlegte Stolperstein erinnert an Gertrud Ichenhäuser (geb. Moses), geboren 1901. |
| Stolperstein für Dr. Max Ichenhäuser (Aachener Straße 412) | Hier wohnte / praktizierte Dr. Max Ichenhäuser (Jahrgang 1892) 'Schutzhaft' 1938 Dachau Flucht 1938 England 1939 USA Tot 17. September 1941                     | Aachener Str. 412 (Standort)                      | Der am 6. Oktober 2020 verlegte Stolperstein erinnert an Dr. Max Ichenhäuser, geboren 1892. |
| Stolperstein für Renate Ichenhäuser (Aachener Straße 412) | Hier wohnte Renate Ichenhäuser (Jahrgang 1928) Flucht 1938 England 1939 USA                                                                                     | Aachener Str. 412 (Standort)                      | Der am 6. Oktober 2020 verlegte Stolperstein erinnert an Renate Ichenhäuser, geboren 1928. |
| Stolperstein für Flora Kaiser-Blüth (Raschdorffstraße 17) | Hier wohnte Flora Kaiser-Blüth, geb. Palm (Jahrgang 1880) Deportiert 1942 Theresienstadt Tot 21. Dezember 1942                                                  | Raschdorffstr. 17 (Standort)                      | Der Stolperstein erinnert an Flora Kaiser-Blüth (geb. Palm), geboren am 30. August 1880 in Frankfurt am Main Flora Kaiser-Blüth war die Ehefrau von Julius Kaiser-Blüth und wurde zusammen mit ihrem Mann Anfang der 1940er Jahre in das „Ghettohaus“ Rubensstr. 30 aus dem Haus in der Raschdorffstraße 17 in Braunsfeld zwangsumgesiedelt. Am 15. Juni 1942 wurde sie mit dem ersten Kölner Transport (III/1, Nr. 177) ins Ghetto Theresienstadt deportiert. Nach der Todesfallanzeige, die im Ghetto Theresienstadt ausgestellt wurde, starb sie am 21. Dezember 1942 im Gebäude L 306. |
| Stolperstein für Julius Kaiser-Blüth (Raschdorffstraße 17) | Hier wohnte Julius Kaiser-Blüth (Jahrgang 1873) Deportiert 1942 Theresienstadt Tot 11. November 1942                                                            | Raschdorffstr. 17 (Standort)                      | Der Stolperstein erinnert an Julius Kaiser-Blüth, geboren am 14. Juli 1873 in Naumburg in Hessen. Julius Kaiser-Blüth war bis zur Arisierung 1938 Mitbesitzer der Textilfirma Mannsbach & Lebach für Berufsbekleidung, Lindenstraße 19. Seit Anfang der 1940er Jahre wurde das Ehepaar Kaiser-Blüth in das „Ghettohaus“ Rubensstraße 30 zwangsumsiedeln. Während seine Söhne Ernst Walter und Hans Wolfgang emigrieren konnten, wurde Julius Kaiser-Blüth am 15. Juni 1942 mit dem ersten Kölner Transport (III/1 Nr. 176) ins Ghetto Theresienstadt deportiert, wo er am 10. November 1942 starb. Die Todesfallanzeige, die im Ghetto Theresienstadt ausgestellt wurde, gibt als Todesursache „Herzschlag“ an. |
| Stolperstein für Erna Bonnette Katz (Melatengürtel Ecke Scheidtweilerstraße) | Melatengürtel 13 wohnte Erna Bonnette Katz, geb. Lyon (Jahrgang 1903) Flucht 1939 Luxemburg 1940 Portugal 1941 USA                                              | Melatengürtel (Ecke Scheidtweilerstr.) (Standort) | Der am 6. Oktober 2020 verlegte Stolperstein erinnert an Erna Bonnette Katz (geb. Lyon), geboren 1903. |
| Stolperstein für Eva Helene Katz (Melatengürtel Ecke Scheidtweilerstraße) | Melatengürtel 13 wohnte Eva Helene Katz (Jahrgang 1903) Flucht 1939 Luxemburg 1940 Portugal 1941 USA                                                            | Melatengürtel (Ecke Scheidtweilerstr.) (Standort) | Der am 6. Oktober 2020 verlegte Stolperstein erinnert an Eva Helene Katz, geboren 1936. |
| Stolperstein für Fred Gustav Katz (Melatengürtel Ecke Scheidtweilerstraße) | Melatengürtel 13 wohnte Fred Gustav Katz (Jahrgang 1896) 'Schutzhaft' 1938 Dachau Flucht 1939 Luxemburg USA                                                     | Melatengürtel (Ecke Scheidtweilerstr.) (Standort) | Der am 6. Oktober 2020 verlegte Stolperstein erinnert an Fred Gustav Katz, geboren 1896. |
| Stolperstein für Heinz Artur Katz (Melatengürtel Ecke Scheidtweilerstraße) | Melatengürtel 13 wohnte Heinz Artur Katz (Jahrgang 1930) Flucht 1939 Luxemburg 1940 Portugal 1941 USA                                                           | Melatengürtel (Ecke Scheidtweilerstr.) (Standort) | Der am 6. Oktober 2020 verlegte Stolperstein erinnert an Heinz Artur Katz, geboren 1930. |
| Stolperstein für Richard Katzenstein (Raschdorffstraße 12) | Hier wohnte Dr. Richard Katzenstein (Jahrgang 1868) Deportiert 1942 Theresienstadt Ermordet am 7. Dezember 1942                                                 | Raschdorffstr. 12 (Standort)                      | Der im November 2002 verlegte Stolperstein erinnert an Dr. Richard Katzenstein, geboren am 21. Oktober 1868 in Eschwege. Nach seiner Schulausbildung in Gießen studierte Richard Katzenstein in Hannover und Würzburg, bevor er sich am 24. Oktober 1890 an der Universität Rostock im Studienfach Chemie immatrikulierte. Das Ehepaar Katzenstein wurde Anfang der 1940er Jahre ins „Ghettohaus“ Cäcilienstraße 18 zwangsumgesiedelt. Am 15. Juni 1942 wurde er mit dem 1. Kölner Transport III/1 in das Ghetto Theresienstadt deportiert. Am 7. Dezember 1942 verstarb er im „Siechenheim“ L 504 nach Angaben der vom Ghetto Theresienstadt ausgestellten Todesfallanzeige an einem „Lungenödem“. Der Stolperstein für Richard Katzenstein wurde im November 2002 auf Initiative einer Schulklasse des Georg-Büchner-Gymnasium (Köln) verlegt. Der Hausbesitzer der Raschdorffstraße 12 reichte eine Klage vor Gericht gegen die Stadt Köln ein, um die Steine wieder entfernen zu lassen und drohte bis zum Verfassungsgericht gehen zu wollen. Gunter Demnig einigte sich außergerichtlich mit dem Eigentümer und setzte die Steine im Dezember 2003 an eine näher an der Straße befindlichen Stelle um. |
| Stolperstein für Martha Katzenstein (Raschdorffstraße 12) | Hier wohnte Martha Katzenstein, geb. Cahn (Jahrgang 1879) Deportiert 1942 Theresienstadt 1944 Auschwitz Ermordet                                                | Raschdorffstr. 12 (Standort)                      | Der im November 2002 verlegte Stolperstein erinnert an Martha Katzenstein (geb. Cahn), geboren am 7. Juli 1879 in Mainz. Martha Katzenstein wurde gemeinsam mit ihrem Mann Anfang der 1940er Jahre aus dem Wohnhaus in Braunsfeld in das „Ghettohaus“ in der Cecilienstr. 18 zwangsumgesiedelt. Am 15. Juni 1942 wurde sie mit dem 1. Kölner Transport III/1 in das Ghetto Theresienstadt deportiert. Am 15. Mai 1944 wurde sie von Theresienstadt mit dem Transport Dz (Nr. 734) in das Vernichtungslager Auschwitz deportiert und dort ermordet. Der Stolperstein für Martha Katzenstein wurde im November 2002 auf Initiative einer Schulklasse des Georg-Büchner-Gymnasium (Köln) verlegt. Der Hausbesitzer der Raschdorffstraße 12 reichte eine Klage vor Gericht gegen die Stadt Köln ein, um die Steine wieder entfernen zu lassen und drohte bis zum Verfassungsgericht gehen zu wollen. Gunter Demnig einigte sich außergerichtlich mit dem Eigentümer und setzte die Steine im Dezember 2003 an eine näher an der Straße befindlichen Stelle um. |
| Stolperstein für Ella Koppel (Kitschburger Straße 229) | Hier wohnte Ella Koppel, geb. Simon (Jahrgang 1881) Deportiert 1942 Theresienstadt Ermordet 1. September 1942                                                   | Kitschburger Str. 229 (Standort)                  | Der Stolperstein erinnert an Ella Koppel (geb. Simon), geboren am 20. Juni 1881 in Rotterdam. Ella Simon heiratete am 12. Juli 1905 Gisbert Koppel. Das Ehepaar hatte zwei Kinder. Während des Krieges musste die Familie Koppel die Wohnung in Braunsfeld verlassen und wurde in das „Ghettohaus“ in der Cäcilienstraße 18 zwangseingewiesen. Am 15. Juni 1942 wurde sie mit dem ersten Kölner Transport (III/1), gemeinsam mit ihrem Mann ins Ghetto Theresienstadt deportiert („Siechenheim“ Q 713). Als offizielle Todesursache in der Todesfallanzeige im Ghetto Theresienstadt wurde angegeben, dass Ella Koppel an Altersschwäche litt und infolge „Herzschwäche“ am 1. September 1942 verstarb. |
| Stolperstein für Gisbert Koppel (Kitschburger Straße 229) | Hier wohnte Gisbert Koppel (Jahrgang 1876) Deportiert 1942 Theresienstadt 1944 Auschwitz Ermordet                                                               | Kitschburger Str. 229 (Standort)                  | Der Stolperstein erinnert an Gisbert Koppel, geboren am 19. März 1876 in Bochum. Während des Krieges musste der Arbeiter Gisbert Koppel und seine Frau Ella die Wohnung in Braunsfeld verlassen und wurden in das „Ghettohaus“ in der Cäcilienstraße 18 zwangseingewiesen. Am 15. Juni 1942 wurde er mit dem ersten Kölner Transport (III/1), gemeinsam mit seiner Frau Ella ins Ghetto Theresienstadt deportiert. Am 15. Mai 1944 wurde er von dort mit dem Transport DZ ins Vernichtungslager Auschwitz deportiert und dort ermordet. |
| Stolperstein für Dr. Albert Kramer (Pauliplatz 6) | Hier wohnte Dr. Albert Kramer (Jahrgang 1887) Berufsverbot 1933 Deportiert 1941 Łódź / Litzmannstadt Ermordet 6. Oktober 1942                                   | Pauliplatz 6 (Standort)                           | Der am 22. November 2017 verlegte Stolperstein erinnert an Dr. Albert Kramer, geboren am 18. August 1887 in Köln. Albert Kramer war seit 1914 in der Kölner Stadtverwaltung tätig und von 1920 bis 1933 Stadtdirektor und Finanzdirektor unter Oberbürgermeister Konrad Adenauer. 1926/27 Präsident der Moriah-Loge des B’nai-B’rith-Ordens. Am 1. Mai 1933 wurde Dr. Albert Kramer wegen seiner jüdischen Herkunft aus dem Amt entlassen und in den Ruhestand versetzt. Nach seiner Entlassung war er in der jüdischen Synagogengemeinde, In Zionistischen Verbänden und als Devisenberater für jüdische Auswanderer aktiv. Ihm selbst gelang es nicht zu emigrieren. Dr. Albert Kramer wurde gemeinsam mit seiner Frau Irma (geb. am 4. Juli 1897) mit dem zweiten Kölner Deportationszug (II. Transport) am 30. Oktober 1941 in das Ghetto Litzmannstadt/Łódź deportiert. In der Transportliste wurde Albert Kramer als „Transportführer“ mit der Wohnadresse Lindenstraße 19 (einem ehemaligen „Ghettohaus“) eingetragen. Dr. Albert Kramer starb am 6. Oktober 1942 im Ghetto Litzmannstadt, als Todesursache wurde „Herzschwäche“ vermerkt. Vor seiner ehemaligen Schule dem Gymnasium Kreuzgasse (Vogelsanger Straße 1) wurde ein weiterer Stolperstein für Albert Kramer verlegt. |
| Stolperstein für Irma Kramer (Pauliplatz 6) | Hier wohnte Irma Kramer (geb. David), (Jahrgang 1897) Deportiert 1941 Łódź / Litzmannstadt 1944 Auschwitz Ermordet August 1944                                  | Pauliplatz 6 (Standort)                           | Der am 22. November 2017 verlegte Stolperstein erinnert an Irma Kramer (geb. David), geboren am 4. Juli 1897 in Köln. Irma Kramer war die Tochter von Carl (Karl) und Paula David (geborene Scharfenberg) Irma Kramer wurde gemeinsam mit ihrem Mann Albert, mit dem zweiten Kölner Deportationszug am 30. Oktober 1941 in das Ghetto Litzmannstadt/Łódź deportiert. 1944 wurde sie von Litzmannstadt in das Vernichtungslager Auschwitz verschleppt, wo sie im August 1944 ermordet wurde. |
| der Stolperstein für Fritz Dagobert Lehmann | Hier wohnte Fritz Dagobert Lehmann (Jahrgang 1879) Flucht 1938 England 1940 Brasilien                                                                           | Friedrich-Schmidt-Straße 52a (Standort)           | |
| der Stolperstein für Hedwig Lehmann | Hier wohnte Hedwig Lehmann (Jahrgang 1884) geb. Oppenheimer Flucht 1938 England 1940 Brasilien                                                                  | Friedrich-Schmidt-Straße 52a (Standort)           | |
| der Stolperstein für Heinz Ludwig Lehmann | Hier wohnte Heinz Ludwig Lehmann (Jahrgang 1910) Flucht 1936 England                                                                                            | Friedrich-Schmidt-Straße 52a (Standort)           | |
| der Stolperstein für Kurt Ferdinand Lehmann | Hier wohnte Kurt Ferdinand Lehmann (Jahrgang 1908) Flucht 1936 Holland 1940 Brasilien                                                                           | Friedrich-Schmidt-Straße 52a (Standort)           | |
| Stolperstein für Jakob Fritz Marcan (Pauliplatz 11) | Hier wohnte Jakob Fritz Marcan (Jahrgang 1898) Flucht 1938 Holland Versteckt gelebt Befreit                                                                     | Pauliplatz 11 (Standort)                          | Der am 22. Oktober 2015 verlegte Stolperstein erinnert an Jakob Fritz Marcan |
| Stolperstein für Lily Marcan (Pauliplatz 11) | Hier wohnte Lily Marcan, geb. Heckscher (Jahrgang 1903) Flucht 1938 Holland Versteckt gelebt Befreit                                                            | Pauliplatz 11 (Standort)                          | Der am 22. Oktober 2015 verlegte Stolperstein erinnert an Lily Marcan (geb. Heckscher), geboren am 16. Oktober 1903 in Hamburg. Lily Heckscher wurde als zweites von vier Kindern des Besitzers eines Lotterie- und Bankgeschäftes Julius Heckscher und seiner Frau Marie (geb. Frank) in Hamburg geboren. Am 14. April 1926 heiratete sie den Kölner Verleger Jakob Fritz Marcan. Aus der Ehe gingen die Söhne Michael René (geb. 1930) und Klaus Martin (1931–2023) hervor. Während der Novemberpogrome 1938 wurde das Wohnhaus und das Geschäft ihres Ehemanns in der Kölner Innenstadt von Angehörigen der SA verwüstet. Ihr Ehemann hat bereits 1937 begonnen, die Auswanderung der Familie vorzubereiten. Am 13. Dezember 1938 emigrierte die Familie in die Niederlande. Im Dezember 1940 zog die Familie nach Naarden und konnte später ein kleines Haus mieten. Als die Deportationen in Naarden begannen, tauchte die Familie in Amsterdam unter, wo die Familie in einem Versteck überlebte. Während sich die Familie sich 1946 wieder in Naarden niederließ, wanderte der ältere Sohn Michael René nach Israel aus. Lily Marcan starb 1986 in Naarden. |
| Stolperstein für Jan Pierre May (Aachener Straße 450) | Hier wohnte Jan Pierre May (Jahrgang unbekannt) Erschossen am 18. Januar 1945                                                                                   | Aachener Str. 450 (Standort)                      | Der Stolperstein erinnert an Jean Pierre May. Der Jude Jean Pierre May gehörte gemeinsam Karl und Martha Heublein zu einer deutsch-französischen Gruppe aus Freunden und Bekannten die „Feindsender“ gehört haben, im Luftschutzkeller „kritische Bemerkungen“ gemacht haben und geflohene Zwangsarbeiter versteckt haben. Ins Visier der Gestapo geraten wurden acht Menschen aus der Gruppe am 5. November 1944 verhaftet. Bei der Verhaftung wurden einige Wurfzettel gefunden, die Martha Heublein angefertigt hatte, in denen sie zur Beendigung des Krieges aufriefen. Am 16. Januar 1945 wurde das Ehepaar und Jean Pierre May vom Kölner Senat des Volksgerichtshofes zum Tode verurteilt. Durch ein Kommando der Kölner Schutzpolizei wurde das Urteil am 18. Januar 1945 in Siegburg vollstreckt. |
| der Stolperstein für Martha Mayer | Hier wohnte Martha Mayer (Jahrgang 1874) geb. Joachimczyk gedemütigt/entrechtet Flucht in den Tod gefunden 6. Juni 1941                                         | Friedrich-Schmidt-Straße 54a (Standort)           | |
| der Stolperstein für Samuel Mayer | Hier wohnte Samuel Mayer (Jahrgang 1860) deportiert 1942 Theresienstadt ermordet 20.10.1942                                                                     | Friedrich-Schmidt-Straße 54a (Standort)           | |
| Stolpersteine für Isidor Meier (Wiethasestraße 37) | Hier wohnte Isidor Meier (Jahrgang 1881) Flucht 1939 Holland Interniert Westerbork Deportiert 1943 Sobibor Ermordet 7. Mai 1943                                 | Wiethasestr. 37 (Standort)                        | Der Stolperstein erinnert an Isidor Meier, geboren am 9. September 1881 in Pohl-Göns. Isidor Meier emigrierte 1937 in die Niederlande und wurde später im Durchgangslager Westerbork interniert. Am 4. Mai 1943 wurde er in das Vernichtungslager Sobibor deportiert und dort am 7. Mai 1943 ermordet. |
| Stolperstein für Sophie Meier (Wiethasestraße 37) | Hier wohnte Sophie Meier, geb. Meyer (Jahrgang 1890) Flucht 1939 Holland Interniert Westerbork Deportiert 1943 Sobibor Ermordet 7. Mai 1943                     | Wiethasestr. 37 (Standort)                        | Der Stolperstein erinnert an Sophie Meier (geb. Meyer), geboren am 12. Januar 1890 in Saarburg. Sophie Meier emigrierte am 20. April 1939 in die Niederlande und wurde später im Durchgangslager Westerbork interniert. Am 4. Mai 1943 wurde sie in das Vernichtungslager Sobibor deportiert und dort am 7. Mai 1943 ermordet. |
| Stolperstein für Martha Moises (Aachener Straße 412) | Hier wohnte Martha Moises, geb. Oberländer (Jahrgang 1880) Deportiert 1942 Theresienstadt 1944 Auschwitz Ermordet                                               | Aachener Str. 412 (Standort)                      | Der am 19. März 2019 verlegte Stolperstein erinnert an Martha Moises (geb. Oberländer), geboren am 13. November 1880 in Mannheim. Martha Oberländer wurde als drittes von sieben Kindern des jüdischen Kaufmanns Joseph Oberländer und seiner Frau Fanny, geb. Aberle in Mannheim geboren. Im September 1900 heiratete sie in Mannheim den Kölner Kaufmann Sigmund Moises (andere Schreibweise: Moses). Das Ehepaar hatte eine Tochter, Gertrud, geb. am 7. März 1901 in Köln. Nach dem Tod ihres Ehemannes wurde Martha Moses gezwungen, in ein Ghettohaus am „Horst-Wessel-Platz 14“ (heute Rathenauplatz) umzuziehen. Von dort wurde sie am 19. September 1942 mit dem Transport III/5 in das Ghetto Theresienstadt verschleppt. Am 15. Mai 1944 wurde Martha Moises mit dem Transport DZ ins Konzentrationslager Auschwitz deportiert und ermordet. Ihrer Tochter Gertrud gelang gemeinsam mit ihrem Ehemann, dem Arzt Max Ichenhäuser und den zwei Töchtern 1939 die Emigration über Großbritannien in die Vereinigten Staaten, nachdem Max Ichenhäuser während des Novemberpogroms 1938 verhaftet und in Brauweiler und im KZ Dachau inhaftiert und später wieder freigelassen wurde. |
| Stolperstein für Sigmund Moises (Aachener Straße 412) | Hier wohnte Sigmund Moises (Jahrgang 1859) Gedemütigt / Entrechtet Tot 25. März 1942                                                                            | Aachener Str. 412 (Standort)                      | Der am 19. März 2019 verlegte Stolperstein erinnert an Sigmund Moises (Moses), geboren am 25. September 1859 in Stommeln. Am 6. September 1900 heiratete er in Mannheim die Tochter des jüdischen Kaufmanns Joseph Oberländer, Martha Oberländer. Sigmund Moses führte ein Herrenmaßgeschäft Oberländer & Cie in der Kölner Glockengasse 18–20. Anfang der 1930er Jahre zog sich Sigmund Moses aus Altersgründen aus dem Berufsleben zurück. Die Familie zog 1932 aus der Kameckestraße in das vom Schwiegersohn Max Ichenhäuser erworbene Haus Aachener Straße 412. Nach der Emigration von Max Ichenhäuser musste das Ehepaar Moises (Moses) das Wohnhaus Aachener Straße 412 verlassen. Am 25. März 1942 verstarb Sigmund Moises im Jüdischen Krankenhaus in Ehrenfeld, Ottostraße 85. Er wurde auf dem Jüdischen Friedhof in Köln-Bocklemünd beigesetzt. |
| Stolperstein für Eugen Oppenheimer (Paulistraße 1) | Hier wohnte Eugen Oppenheimer (Jahrgang 1889) deportiert ermordet in Auschwitz                                                                                  | Paulistraße 1 (Standort)                          | |
| Stolperstein für Hedwig Rosenbaum (Maarweg 54) | Hier wohnte Hedwig Rosenbaum (Jahrgang 1873) Deportiert 1942 Theresienstadt Tot 27. September 1942                                                              | Maarweg 54 (Standort)                             | Der Stolperstein erinnert an Hedwig Rosenbaum (geb. Guthmann), geboren am 20. März o. April 1873 in Letmathe. Während des Krieges wohnte Hedwig Rosenbaum in Bonn und zuletzt in Köln. Am 15. Juni 1942 wurde sie zusammen mit ihrem Mann Issak mit dem ersten Kölner Transport (III/1) ins Ghetto Theresienstadt deportiert, wo sie am 27. September 1942 im Siechenblock G V, Berggasse 13, offiziell an einer „Gastroenteritis“ verstarb. |
| Stolperstein für Isaak Rosenbaum (Maarweg 54) | Hier wohnte Isaak Rosenbaum (Jahrgang 1875) Deportiert 1942 Theresienstadt Tot 6. März 1943                                                                     | Maarweg 54 (Standort)                             | Der Stolperstein erinnert an Isaak Rosenbaum, geboren am 28. April 1875 in Löwen. Der Kaufmann Isaak Rosenbaum wurde am 15. Juni 1942 gemeinsam mit seiner Frau Hedwig mit dem ersten Kölner Transport (III/1) ins Ghetto Theresienstadt deportiert, wo er am 3. Juni 1943 ermordet wurde. |
| Stolperstein für Alfred Rosenberg (Burtscheider Straße 19) | Hier wohnte Alfred Rosenberg (Jahrgang 1912) Flucht 1938 Palästina                                                                                              | Burtscheider Str. 19 (Standort)                   | Der am 22. November 2017 verlegte Stolperstein erinnert an Alfred Rosenberg, geboren 1912. |
| Stolperstein für Alice Rosenberg (Burtscheider Straße 19) | Hier wohnte Alice Rosenberg, geb. Marum (Jahrgang 1887) Deportiert 1941 Łódź / Litzmannstadt Ermordet Mai 1942 Chelmno / Kulmhof                                | Burtscheider Str. 19 (Standort)                   | Der am 22. November 2017 verlegte Stolperstein erinnert an Alice Rosenberg (geb. Marum), geboren am 8. September 1887 in Karlsruhe. |
| Stolperstein für Karl Heinz Rosenberg (Burtscheider Straße 19) | Hier wohnte Karl Heinz Rosenberg (Jahrgang 1921) Flucht 1940 USA                                                                                                | Burtscheider Str. 19 (Standort)                   | Der am 22. November 2017 verlegte Stolperstein erinnert an Karl Heinz Rosenberg, geboren 1921. |
| Stolperstein für Margot Rosenberg (Burtscheider Straße 19) | Hier wohnte Margot Rosenberg (Jahrgang 1913) Flucht USA | Burtscheider Str. 19 (Standort)                   | Der am 22. November 2017 verlegte Stolperstein erinnert an Margot Rosenberg, geboren 1913. |
| Stolperstein für August Samuelsdorff (Wiethasestraße 20) | Hier wohnte August Samuelsdorff (Jahrgang 1885) Deportiert 1942 Theresienstadt Ermordet in Auschwitz                                                            | Wiethasestr. 20 (Standort)                        | Der Stolperstein erinnert an August Samuelsdorff, geboren am 29. September 1885 in Borgholz. August Samuelsdorff wurde am 15. Juni 1942 gemeinsam mit seiner Frau Martha aus der letzten bekannten Meldeadresse dem „Ghettohaus“ in der St. Apernstraße 29–31 mit dem ersten Kölner Transport (III/1) ins Ghetto Theresienstadt deportiert. Von dort aus wurde er am 6. Oktober 1944 in das Vernichtungslager Auschwitz verlegt. 1945 wurde er für tot erklärt. Den Stolperstein für August Samuelsdorff stifteten Schülerinnen und Schüler des Georg-Büchner-Gymnasium (Köln). |
| Stolperstein für Martha Samuelsdorff (Wiethasestraße 20) | Hier wohnte Martha Samuelsdorff, geb. Wolf (Jahrgang 1891) Deportiert 1942 Theresienstadt Ermordet in Auschwitz                                                 | Wiethasestr. 20 (Standort)                        | Der Stolperstein erinnert an Martha Samuelsdorff (geb. Wolf), geboren am 19. Dezember 1891 in Bernkastel. Martha Samuelsdorff wurde am 15. Juni 1942 gemeinsam mit ihrem Mann August aus der letzten bekannten Meldeadresse dem „Ghettohaus“ in der St. Apernstraße 29–31 mit dem ersten Kölner Transport (III/1) ins Ghetto Theresienstadt deportiert. Von dort aus wurde sie am 6. Oktober 1944 in das Vernichtungslager Auschwitz verlegt. 1945 wurde sie für tot erklärt. Stolperstein für Martha Samuelsdorff stifteten Schülerinnen und Schüler des Georg-Büchner-Gymnasium (Köln). |
| der Stolperstein für Ernst Eugen Schneider | Hier wohnte Ernst Eugen Schneider (Jahrgang 1924) Flucht Belgien interniert Mechelen deportiert 1942 Auschwitz ermordet                                         | Paulistraße 7 (Standort)                          | |
| der Stolperstein für Leiser 'Leopold' Schneider | Hier wohnte Leiser 'Leopold' Schneider (Jahrgang 1887) Flucht Belgien Frankreich interniert Drancy deportiert 1942 Auschwitz ermordet                           | Paulistraße 7 (Standort)                          | |
| der Stolperstein für Martha Schneider | Hier wohnte Martha Schneider, geb. Gossels (Jahrgang 1902) Flucht Belgien interniert Mechelen deportiert 1942 Auschwitz ermordet 21.8.1942                      | Paulistraße 7 (Standort)                          | |
| Stolperstein für Rosa Seiden (Aachener Straße 443) | Hier wohnte Rosa Seiden, geb. Altberger (Jahrgang 1911) Deportiert Auschwitz Für tot erklärt                                                                    | Aachener Str. 443 (Standort)                      | Der Stolperstein erinnert an Rosa Seiden (geb. Altberger), geboren am 12. Februar 1911 in Frankfurt am Main. Die Hausfrau Rosa Seiden war mit Markus Seiden verheiratet und konnte zunächst nach Belgien emigrieren, wurde später im SS-Sammellager Mechelen inhaftiert und von dort aus am 19. April 1943 in das Vernichtungslager Auschwitz deportiert. 1945 wurde sie für tot erklärt. Den Stolperstein für Rosa Seiden stifteten Schülerinnen und Schüler des Georg-Büchner-Gymnasium (Köln). |
| der Stolperstein für Joseph Sommer | Hier wohnte Joseph Sommer (Jahrgang 1890) 'Schutzhaft' 1938 KZ Dachau Flucht 1939 Belgien 1940 USA                                                              | Eupener Straße 24 (Standort)                      | |
| der Stolperstein für Lieselotte Sommer | Hier wohnte Lieselotte Sommer (Jahrgang 1921) Flucht 1939 Belgien 1940 USA                                                                                      | Eupener Straße 24 (Standort)                      | |
| der Stolperstein für Regina Sommer | Hier wohnte Regina Sommer (Jahrgang 1895) geb. Berger Flucht 1939 Belgien 1940 USA                                                                              | Eupener Straße 24 (Standort)                      | |
| Stolperstein für Henriette Stern (Hültzstraße 24) | Hier wohnte Henriette Stern, geb. Löwenberg (Jahrgang 1873) Flucht 1939 Holland Flucht in den Tod 15. Mai 1940 Zandvoort                                        | Hültzstr. 24 (Standort)                           | Der am 26. September 2019 verlegte Stolperstein erinnert an Henriette Stern (geb. Löwenberg), geboren am 8. Februar 1873 in Hörde. Henriette Löwenberg wurde als älteste Tochter von Jacob und Jeanette Löwenberg in Hörde geboren. Ihre Schwester war Bertha Bendix, geb. Löwenberg. Henriette Löwenberg war mit jüdischen Textilkaufmann Bernhard Bonefang Stern verheiratet, der am 20. April 1937 in Herzebrock bei Rheda-Wiedenbrück gestorben ist. Das Ehepaar hatte zwei Kinder: Julius (geb. 1902) und Frieda (geb. 1908). 1939 flüchtete Henriette Stern mit der Familie ihrer Schwester in die Niederlande. Hier wohnten sie in der Brederostraat 98 in Zandvoort. Einen Tag nach der Besetzung der Niederlande durch die deutsche Wehrmacht, sah die jüdische Familie keinen Ausweg mehr und flüchteten gemeinsam in den Tod. Henriette Stern wurde auf dem jüdischen Friedhof in Haarlem bestattet. Henriettes Kindern gelang die Flucht nach Großbritannien bzw. die Vereinigten Staaten. |
| Stolperstein für Therese Wallach (Aachener Straße 443) | Hier wohnte Therese Wallach (Jahrgang 1895) Freitod 1942 | Aachener Str. 443 (Standort)                      | Der Stolperstein erinnert an Therese Wallach, geboren am 8. Mai 1895 in Linz am Rhein. Therese Wallach war Erzieherin. Nach ihrer Ausbildung zur Erzieherin in Ahlem bei Hannover übernahm sie 1924 die Leitung eines jüdischen Waisenhauses, dem Abraham-Frank-Haus in der Aachener Straße 443. 1941 wurde das Waisenhaus aufgelöst und die Kinder mit den Kindern des jüdischen Kinderheims aus der Lützowstraße im jüdischen Gemeindehaus in der Cäcilienstraße zusammengelegt. Therese Wallach betreute dort die Mädchen und der Direktor des Kinderheims, Moritz Rülf die Jungen. Am 20. Juli 1942 wurden die Kinder des Waisenhauses mit dem Sonderzug DA 219, von Köln-Deutz aus, nach Minsk deportiert und unmittelbar nach Ankunft am 24. Juli 1942 erschossen. Therese Wallach nahm sich, vor ihrer eigenen Deportation im Internierungslager Fort V Müngersdorf, am 18. Oktober 1942 selbst das Leben. Den Stolperstein für Therese Wallach stifteten Schülerinnen und Schüler des Georg-Büchner-Gymnasium (Köln). Ihre Grabstätte befindet sich auf dem Jüdischen Friedhof in Köln-Deckstein. |
| Stolperstein für Dr. Otto Weil (Wiethasestraße 37) | Hier wohnte Dr. Otto Weil (Jahrgang 1894) Flucht 1941 Holland Interniert Westerbork Deportiert 1944 Bergen-Belsen Ermordet 23. Januar 1945                      | Wiethasestr. 37 (Standort)                        | Der Stolperstein erinnert an Dr. Otto Weil, geboren am 15. Juli 1894 in Kirn (Kreis Kreuznach). Otto Weil war ein jüdischer Rechtsanwalt. Im Ersten Weltkrieg war Otto Weil Kriegsfreiwilliger und wurde zum Vizefeldwebel und Offiziersaspirant befördert und wurde mit dem Eisernen Kreuz II. Klasse ausgezeichnet. Nach seiner Entlassung aus dem Kriegsdienst am 18. November 1918 nahm Weil das Studium der Rechtswissenschaften auf. Er bestand das Referendarsexamen am 14. April 1919 in Köln. Die Große Staatsprüfung legte er am 3. April 1922 ab und promovierte am 16. November 1923. Nach seiner Ernennung zum Gerichtsassessor ließ sich Weil sofort wieder beurlauben, um eine Beschäftigung in einem Metallgroßhandeslbetrieb aufzunehmen. Die Beurlaubung wurde bis zu seiner Ernennung zum Rechtsanwalt am 1. Juli 1926 verlängert. Seine Kanzlei befand sich im Haus Elisenstraße 17, dem Sitz der Fa. Lissauer. Otto Weil ging 1938 als Rechtsberater der Fa. Lissauer nach Amsterdam und ihm wurde am 26. September 1938 vom Reichsjustizministerium die Zulassung zum Anwalt entzogen „da er seinen Wohnsitz und seine Kanzlei in Köln aufgegeben hat“. Sein letzter bekannter Wohnsitz in Köln war in der Wiethasestraße 37. In den Niederlanden wurde Otto Weil im Durchgangslager Westerbork inhaftiert und von dort aus am 31. Juli 1944 in das KZ Bergen-Belsen deportiert. Dort wurde Otto Weil am 23. Januar 1945 ermordet. |
| Stolperstein für Jakob Wolff (Paulistraße 1) | Hier wohnte Jakob Wolff (Jahrgang 1872) deportiert ermordet in Auschwitz                                                                                        | Paulistraße 1 (Standort)                          | |
| Stolperstein für Jeanette Wolff (Paulistraße 1) | Hier wohnte Jeanette Wolff, geb. Gordon (Jahrgang 1872) deportiert 1942 Theresienstadt ermordet 22.7.1942                                                       | Paulistraße 1 (Standort)                          | |

## Quelle
- NS-Dokumentationszentrum - Stolpersteine | Erinnerungsmale für die Opfer des Nationalsozialismus (Stadtteilliste Braunsfeld)